# Didymanthus roei
Didymanthus roei är en amarantväxtart som beskrevs av Stephan Ladislaus Endlicher. Didymanthus roei ingår i släktet Didymanthus och familjen amarantväxter. Inga underarter finns listade i Catalogue of Life.